# Travale
Travale is een plaats (frazione) in de Italiaanse gemeente Montieri.